# Gonzalo Espinoza
Gonzalo Alejandro Espinoza Toledo (sinh ngày 9 tháng 4 năm 1990 ở Constitución, Chile) là một cầu thủ bóng đá Chile thi đấu cho câu lạc bộ Thổ Nhĩ Kỳ Kayserispor ở vị trí tiền vệ.

## Sự nghiệp quốc tế
Anh được gọi lần đầu tiên lên đội hình Chile trong trận giao hữu với Hoa Kỳ vào tháng 1 năm 2015 và ra mắt chuyên nghiệp ở trận đấu này.